# Hammer of the Gods (film)
Pour les articles homonymes, voir Hammer of the Gods.
Pour plus de détails, voir Fiche technique et Distribution.
Hammer of the Gods est un film d'aventure historique britannique réalisé par Farren Blackburn, sorti en 2013.

## Synopsis
Steinar (Bewley), un jeune viking, est envoyé en Angleterre en 871 par son père le roi Bagsecg (Cosmo) à la recherche de son frère, jadis banni du Royaume…

## Fiche technique
- Titre original : Hammer of the Gods
- Réalisation : Farren Blackburn
- Scénario : Matthew Read
- Direction artistique : Ben Smith
- Décors : Andrew Munro
- Costumes : Matthew Price
- Photographie : Stephan Pehrsson
- Son : Manuel Laval
- Montage : Sam Williams
- Musique : Benjamin Wallfisch
- Production : Rupert Preston et Huberta Von Liel
- Société de production : Vertigo Films
- Société de distribution : Magnet Releasing (États-Unis)
- Budget :
- Pays d'origine :  Royaume-Uni
- Langue originale : anglais
- Format : couleur - 35 mm - 1,85:1 - Dolby numérique
- Genre : aventure historique
- Durée : 95 minutes
- Dates de sortie :
  - États-Unis : 5 juillet 2013
  - France : 7 août 2013 (en DVD)
  - Royaume-Uni : 30 août 2013

## Distribution
- Charlie Bewley (VF : Mathieu Moreau) : le prince Steinar
- Clive Standen : Hagen
- James Cosmo : le roi Bagsecg
- Elliot Cowan : Hakan
- Glynis Barber : Astrid
- Ivan Kaye (VF : Martin Spinhayer) : Ivar le Désossé
- Michael Jibson (en) (VF : Jean-Michel Vovk) : Grim
- Guy Flanagan (en) (VF : Sébastien Hébrant) : Jokul
- Theo Barklem-Biggs : Vali
- Alexandra Dowling : Agnès
- Finlay Robertson : Harald
- Francis Magee : Ulric le chroniqueur

Source et légende : version française (VF) selon le carton du doublage français sur le DVD zone 2.